# NGC 1415
NGC 1415 este o emission-line galaxy⁠(d) situată în constelația Eridanul. A fost descoperită în 9 decembrie 1784 de către William Herschel. Se află la o distanță de 22,91 de megaparseci de Pământ.